# Tuer les chiens enragés

Tuer les chiens enragés (en persan: سگ كشی) est un film iranien réalisé par Bahram Beyzai, sorti en 2001.

## Synopsis
Après un an loin de son mari, Golrokh Kamali revient à son mari, Nasser Moasser à Téhéran. À la suite d'un blanchiment d'argent d’une somme de soixante-dix millions Rials, Javad, l’associé de Nasser, s’est enfui. Nasser doit en subir les conséquences et se retrouve prisonnier.
Golrokh essaie d’aider son mari en contactant les gens à qui on devait de l’argent. Du coup, elle subit une série d’atrocités, de menaces, d’humiliations avant de réussir en fin de compte à régler cette affaire.
Dans une rencontre, Javad Moghadam lui raconte une version tout à fait différente de celle de Nasser. Golrokh vient de se rendre compte qu’elle s’est fait posséder comme tous les autres et qu’en réalité, Nasser leur a joué un mauvais tour pour avoir l’argent et s’évader avec sa secrétaire, Fereshteh. Golrokh laisse tout tomber et n’intervient plus, laissant Javad et les autres sur les trousses de Nasser et Fereshteh. 

## Fiche technique
- Titre original : SagKoshi
- Titre en français : Tuer les chiens enragés
- Réalisation : Bahram Beyzai
- Scénario, montage et production : Bahram Beyzai
- Pays d'origine :  Iran
- Langue : Persan
- Genre : Film dramatique
- Durée : 145 minutes
- Date de sortie :  Iran : 7 février 2001

## Distribution
- Mojedeh Shamssaie : Golrokh
- Majid Mozafari : Nasser Moasser
- Reza Kianian : Javad Moghadam
- Dariush Arjmand : Hajji Naghdi
- Ahmad Najafi : Tayeri
- Mitra Hajjar : Fereshteh
- Esmail Shangaleh : Avocat de Tajverdi
- Ferdows Kaviani : Tabanpour
- Behzad Farahani : Khavari
- Enayat Bakhshi : Sabouri